# Millennium (historieta)
Millennium fue una serie de ocho números publicado por DC Comics a comienzos de 1988. Fue escrita por Steve Englehart, con arte de Joe Staton y su publicación fue semanal, lo que era inusual en esa época. Además, muchos títulos mensuales se cruzaron con la historia de esta serie. 
La historia tenía lugar mientras los Guardianes del Universo se habían retirado a otra dimensión junto con sus compañeras Zamarons. Sin embargo, un Guardián, Herupa Hando Hu, y su compañera Zamaron, Nadia Safir, viajaron a la Tierra y anunciaron al mundo que elegirían a 12 personas que se convertirían en los nuevos Guardianes del Universo y darían luz a una nueva raza de inmortales. Reunieron a los superhéroes de la Tierra y los enviaron a buscar a los elegidos, que provenían de distintas partes del mundo. Uno de ellos resultó ser Thomas "Tom" Kalmaku, el amigo de Linterna Verde (Hal Jordan), mientras que otro era el villano conocido como Floronic Man.
Pero sin que nadie lo supiera, el culto alienígena conocido como los Manhunters (a quienes la Liga de la Justicia creyó haber destruido hace años) había encontrado una esfera donde Harbinger había almacenado toda la información que reunió sobre el universo después de la Crisis en Tierras Infinitas (Crisis on Infinite Earths). Debido a esto, los Manhunters conocían las identidades secretas de los héroes, y habían plantado agentes (androides, humanos aliados y humanos controlados mentalmente) cerca de los héroes; en otras palabras, muchos de los personajes secundarios pertenecientes a los cómics de los distintos héroes resultaron ser Munhunters. Descubriendo la búsqueda de los Elegidos, los Manhunters decidieron ponerle fin e hicieron que sus agentes atacaran a los héroes. Estos, junto con Harbinger, derrotaron a los agentes Manhunter y luego atacaron su planeta, derribando al culto nuevamente.
Los héroes consiguieron reunir a muchos de los Elegidos, pero dos fueron asesinados, otro (Terra de los Jóvenes Titanes) ya había muerto, y otro estaba senil. Un Elegido, el racista sudafricano Janwillem Kroef, se negó a unirse al grupo porque había miembros que no eran blancos. A continuación, el Guardián y la Zamaron murieron al activar los poderes latentes de los demás los Elegidos que se convirtieron en un nuevo grupo de superhéroes, los Nuevos Guardianes (New Guardians). Estos tuvieron su propio cómic también con guiones y arte de Englehart y Staton.
Sin embargo, la nueva serie duró solamente 12 números. Los espíritus de Haru y Safir volvieron a aparecer y explicaron que también se había puesto en acción un plan alternativo, y que un grupo de seres creados por Kroef serían los verdaderos Elegidos. Más tarde, los Nuevos Guardianes se separaron. La situación actual de los segundos Elegidos es desconocida y los Manhunters aparentemente vuelven a estar en actividad.
- Datos: Q6858784